# Arabidopsis cebennensis
Espèce
Classification phylogénétique
Arabidopsis cebennensis (l'Arabette des Cévennes) est une espèce de plantes herbacées appartenant à la famille des Brassicacées, qui se rencontre en France.

## Description
C'est une plante vivace, velue, pourvue d'une tige de 40 à 80 cm, dressée, robuste et de feuilles pétiolées, en forme de cœur, dentées et acuminées. Les fleurs sont violettes, formées de quatre pétales comme chez toutes les brassicacées. La grappe fructifère est lâche, à pédicelles grêles et étalés-dressés. Les siliques sont étalées, comprimées et bosselées.

## Habitat et répartition
L'Arabette des Cévennes est une plante de montagne qui croît préférentiellement dans les milieux humides, en particulier les mégaphorbiaies. C'est une plante endémique du Massif central, en particulier dans sa partie sud et ouest. On la trouve en effet au-dessus de 1 000 m dans les Cévennes (massif de l'Aigoual), l'Aubrac et les monts du Cantal. On peut aussi la rencontrer, mais de façon plus ponctuelle, dans le secteur du mont Mézenc et du mont Gerbier de Jonc.